# Wikipedie ve zjednodušené angličtině
Wikipedie ve zjednodušené angličtině (anglicky Simple English Wikipedia) je verze Wikipedie napsaná v jednoduché angličtině. Mnoho článků je kratších než v anglické wikipedii. V lednu 2022 měla přes 201 000 článků a pracovalo pro ni 17 správců. Registrováno bylo přes 1 162 000 uživatelů, z nichž bylo asi 1 100 aktivních. V počtu článků byla 50. největší Wikipedie.

## Jazyk
Wikipedie ve zjednodušené angličtině, tzv. Basic English, užívá co nejjednodušší jazyk, aby ji byli schopni číst i lidé s nižší úrovní znalosti angličtiny. Cílem je užívat pouze 1000 (maximálně 3000) nejobvyklejších anglických slov a co nejjednodušší gramatické a stylistické prostředky (autoři se např. snaží vyhýbat trpnému rodu). Přesná pravidla zjednodušování ovšem neexistují. Gramatika angličtiny se nemění, pouze je snaha je naplnit co možná nejjednodušeji a nejsrozumitelněji. Většina článků jsou překlady z jiných Wikipedií či „zjednodušené verze“ článků na anglické Wikipedii.